# Zone de montagne

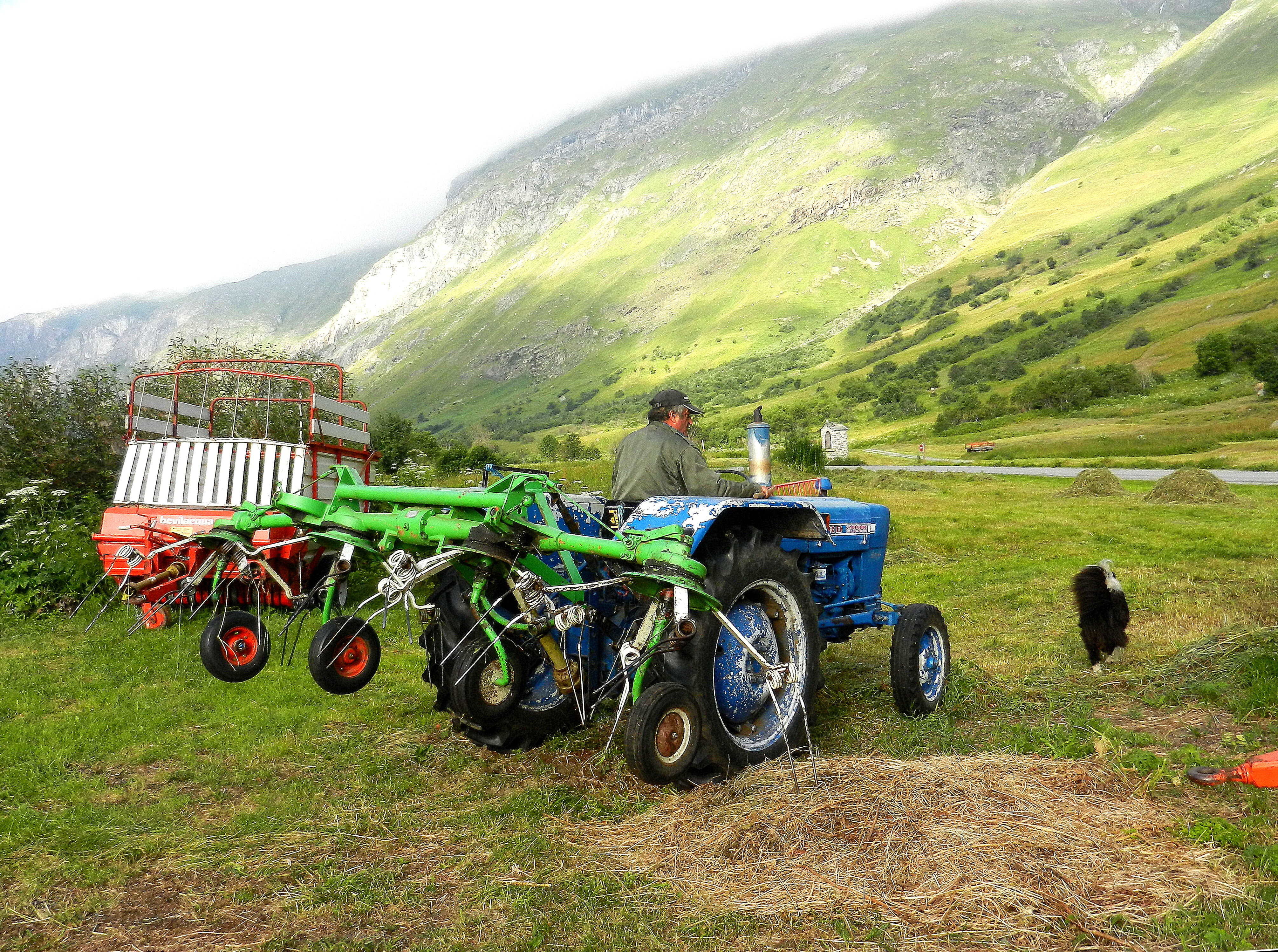
La délimitation des zones de montagne en France s'est faite selon des considérations principalement agricoles.

En France, l'appellation zone de montagne renvoie à plusieurs politiques d'aménagement du territoire menées au cours du XXe siècle sur les espaces de montagne. La définition contemporaine de la zone de montagne fait allusion au zonage hérité de la Loi montagne de 1985, permettant en particulier l'allocation des aides compensatoires aux handicaps naturels agricoles. En effet, la Loi précise que « les zones de montagne se caractérisent par des handicaps significatifs entraînant des conditions de vie plus difficiles et restreignant l'exercice de certaines activités économiques. Elles comprennent, en métropole, les communes ou parties de communes caractérisées par une limitation considérable des possibilités d'utilisation des terres et un accroissement important des coûts des travaux dus. »
Trois critères déterminent ces territoires :
- des conditions climatiques se traduisant par une période de végétation raccourcie ;
- des fortes pentes complexifiant la mécanisation de l'activité agricole ;
- une combinaison de ces facteurs.

## Histoire
Plusieurs actes juridiques ont déterminé des zones de montagne. Le premier date de 1961 ; il est consécutif à la mise en œuvre de la politique sectorielle agricole enclenchée par la promulgation de la première Loi d'orientation agricole, votée le 5 août 1960. Celle-ci s'intéresse pour la première fois à l'agriculture de montagne et cherche à compenser ses handicaps physiques et climatiques et encadrer la retraite des agriculteurs de ces espaces spécifiques. Le zonage qui doit déterminer l'orientation des aides est le premier à proposer l'appellation « Zone montagne », qui regroupe alors entièrement ou partiellement 30 départements. Ce premier zonage est réutilisé en 1967 par la Politique de rénovation rurale du gouvernement Pompidou[Lequel ?], qui instaure des aides aux investissements dans les services publics ciblant outre les régions Bretagne, Auvergne et Limousin, les zones de 1961.
Le zonage montagne est remployé en 1973 à la création de l'Indemnité Spéciale Montagne (ISM), dont l'objectif est de maintenir l'élevage en zone à handicaps naturels.
En 1978, sont créées des « zones de haute montagne » et des « zones de piémont » (qui elles préfigurent les zones de massif), qui doivent mieux cibler les aides et les programmes d'accompagnement de l'agriculture au regard des premières dispositions communautaires instituées par la directive de 1975.
La Loi montagne consacre aux côtés des zones de montagne des zones de massif, échelon d'application des dispositions prévues par le travail des comités de massif. C'est aujourd'hui à l'échelle des massifs que s'effectuent les politiques globales à destination des zones montagneuses. Le zonage montagne sert d'application aux aides agricoles.

## Délimitation
Trois départements français sont entièrement compris en zone de montagne : les Hautes-Alpes, le Cantal et la Lozère.

## Zonages européens
À l'échelle européenne, dès 1975 et la Directive 75/268/CEE du Conseil sur l'agriculture de montagne et de certaines zones défavorisées, les réflexions du Conseil de l'Europe à travers la Charte européenne des régions de montagne, relayées par les travaux de plusieurs organismes à d'autres échelles (Euromontana, Convention alpine, Convention des Carpates), ont permis la définition de zones de montagne transfrontalières, visant à l'articulation des politiques nationales, à la définition d'objectifs communautaires et à la cohérence des dispositions réglementaires à l'échelle des massifs. 